# Piramide
Piramide - stacja na linii B metra rzymskiego. Stacja została otwarta w 1955 w dzielnicy Ostiense. W pobliżu znajdują się stacje kolejowe Roma Porta San Paolo i Roma Ostiense. Poprzednim przystankiem jest Circo Massimo, a następnym Garbatella.